# 14826 Nicollier
14826 Nicollier eller 1985 SC1 är en asteroid i huvudbältet som upptäcktes den 16 september 1985 av den Schweiziska astronomen Paul Wild vid Observatorium Zimmerwald. Den har fått sitt namn efter den Schweiziska astronauten Claude Nicollier.
Asteroiden har en diameter på ungefär 11 kilometer.